# Moyeuvre-Petite
Moyeuvre-Petite is een gemeente in het Franse departement Moselle (regio Grand Est) en telt 530 inwoners (2004). De gemeente maakt deel uit van het arrondissement Thionville.

## Geschiedenis
De gemeente maakte tot 1 januari 2015 deel uit van het arrondissement Thionville-Ouest toen het arrondissement werd samengevoegd met het arrondissement Thionville-Est tot het arrondissement Thionville. Moyeuvre-Petite maakte deel uit van het kanton Moyeuvre-Grande tot het op 22 maart 2015 werd opgeheven en de gemeenten werden opgenomen in het kanton Hayange.

## Geografie
De oppervlakte van Moyeuvre-Petite bedraagt 5,5 km², de bevolkingsdichtheid is 96,4 inwoners per km².
De onderstaande kaart toont de ligging van Moyeuvre-Petite met de belangrijkste infrastructuur en aangrenzende gemeenten.

## Demografie
Onderstaande figuur toont het verloop van het inwonertal (bron: INSEE-tellingen).